# Helacija
Helacija je formiranje ili prisustvo dve ili više koordinatne veze između
polidentatnog (višestruko vezanog) liganda i jednog centralnog atoma. Obično su ovi ligandi organska jedinjenja, koja se nazivaju helanti, helatori, helacioni agensi, ili sekvestirajući agensi.
Ligand formira helatni kompleks sa supstratom. Helatni kompleksi se razlikuju od koordinacionih kompleksa koji se sastoje od monodentatnih liganda, koji formiraju samo jednu vezu sa centralnim atomom.
Helanti su, po ASTM-A-380, „hemikalije koje formiraju rastvorne, kompleksne molekule sa pojedinim metalnim jonima, inaktivirajući te jone tako da oni ne mogu da normalno reaguju sa drugim elementima ili jonima i proizvode precipitate ili naslage.“
Reč helacija je izvedena iz grč. χηλή, chelè, sa značenjem kandža. Ligandi se grupišu oko centralnog atoma poput klešta raka.